# Mickey Gilley
Mickey Gilley (9 de marzo de 1936 - 7 de mayo de 2022) fue un influyente cantante de música country estadounidense, conocido por fusionar el estilo honky-tonk tradicional con el sonido del pop-country más moderno. Nació en Natchez, Mississippi, y creció junto a sus famosos primos Jerry Lee Lewis (pionero del rock and roll) y Jimmy Swaggart (predicador evangelista). La música fue una parte importante de su vida desde una edad temprana, y aunque comenzó su carrera influenciado por el rock and roll de Lewis, Gilley pronto encontró su propia voz en la música country.
Gilley alcanzó la fama en la década de 1970 y principios de la de 1980 con una serie de éxitos que encabezaron las listas de música country, entre ellos, "Room Full of Roses", "Don't the Girls All Get Prettier at Closing Time" y "Stand by Me". Estos éxitos le aseguraron un lugar destacado en la industria musical y ayudaron a popularizar el movimiento "country crossover", que abrió las puertas de la música country a un público más amplio.
Además de su carrera como músico, Gilley fue dueño de Gilley's Club, un famoso bar y salón de baile en Pasadena, Texas. Este lugar se convirtió en el centro de la cultura del "urban cowboy", especialmente después de aparecer en la película "Urban Cowboy" (1980), protagonizada por John Travolta. La película, inspirada en el ambiente del club, impulsó aún más la carrera de Gilley y lo convirtió en una figura emblemática del género.
Mickey Gilley continuó actuando y grabando durante décadas, y aunque sufrió problemas de salud, incluida una lesión en 2009 que afectó su capacidad para tocar el piano, siguió siendo un pilar de la música country hasta su fallecimiento en mayo de 2022.
Su legado incluye no solo sus contribuciones a la música country, sino también su papel en la popularización de la cultura country en la corriente principal del entretenimiento estadounidense. 